# 1979年ポルトガル議会選挙

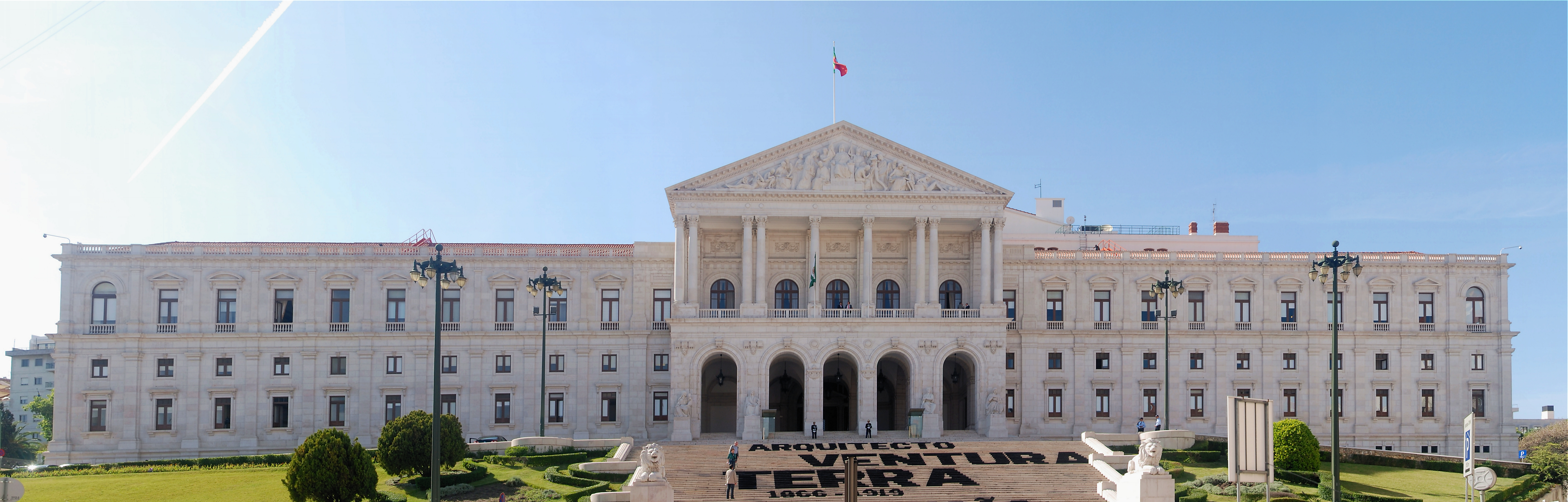
共和国議会議事堂（サン・ベント宮殿）

1979年ポルトガル議会選挙（1979ねんぽるとがるぎかいせんきょ、ポルトガル語：Eleições legislativas portuguesas de 1979）は、ポルトガル共和国の立法府である共和国議会（Assembleia da República）を構成する議員を選出するため、1979年12月2日に行われた選挙である。

## 概要
ポルトガル第三共和政の下で行われる2回目の選挙で、エアネス大統領が政局の混乱を打開するため、議会解散を決断して行われた選挙である。
- 議会定数：250議席
- 選挙制度[1]：比例代表制（拘束名簿式）
  - 有権者は政党に投票
  - 選挙区毎にドント式で各政党に比例配分
  - 議席阻止条項は無し
- 選挙区[2]：22選挙区（2～48名）
  - ポルトガル本土：18選挙区
  - アゾレス諸島：1選挙区
  - マデイラ諸島：1選挙区
  - 国外欧州内選挙区：1選挙区
  - 国外欧州外選挙区：1選挙区
- 有権者：選挙権と被選挙権は共に18歳以上のポルトガル国民

## 選挙結果
- 投票日：1979年12月2日
- 有権者：7,249,346名

| 政党及び政党連合         | 得票数    | 得票率 | 議席数 |
| ------------------------ | --------- | ------ | ------ |
| 民主同盟（AD）           | 2,554,458 | 42.52  | 121    |
| 社会党（PS）             | 1,642,136 | 27.33  | 74     |
| 統一人民同盟（APU）      | 1,129,322 | 18.80  | 47     |
| 社会民主党（PSD）        | 141,227   | 2.35   | 7      |
| 人民民主同盟（UDP）      | 130,842   | 2.18   | 1      |
| その他の政党及び政党連合 | 245,754   | 4.10   | 0      |
| 全政党合計               | 5,843,739 |        | 250    |
| 白票                     | 42,863    | 0.71   |        |
| 無効票                   | 120,851   | 2.01   |        |
| 全政党＋白票＋無効票     | 6,007,453 |        |        |

- 投票率：82.87%
- 出所：
  - CNE Resultados Elecitorais Assembleia da República 02/12/1979
  - CNE Assembleia da República - 02/12/1979

選挙の結果、PSが議席を大幅に減らし、代わって中道保守の政党連合であるADが過半数（126議席）を制した。この選挙の結果を受けて、PSDのサ・カルネイロ党首が首相に任命され、1974年のカーネーション革命以降初めて、中道保守政権が発足することになった。